# Parc national Aoraki/Mount Cook
Le parc national Aoraki/Mount Cook est situé sur l'île du Sud de la Nouvelle-Zélande, près de la ville de Twizel. Il fait partie de la région appelée Te Wāhipounamu, qui est sur la liste du patrimoine mondial de l'UNESCO. Officiellement parc national depuis octobre 1953 pour protéger ses espèces biologiques, il est composé de quelques réserves établies plus tôt, la plus ancienne en 1887.

## Géographie
Le parc recouvre un peu plus de 700 km², dont 40 % de glaciers, notamment le glacier Tasman sur le mont Aoraki/Cook.
Des vingt pics néozélandais de plus de 3 000 mètres, tous, sauf le mont Aspiring/Tititea, sont situés dans ce parc. Aoraki/Mount Cook est le plus élevé à 3 724 mètres. D'autres pics importants incluent les monts Tasman, Hicks, Sefton, et Elie de Beaumont. Les monts des Alpes du Sud sont en général assez jeunes, moins de dix millions d'années, et montent encore d'environ 50 cm chaque siècle.

## Flore et faune
La plus grande partie du parc est au-dessus de la limite des arbres, donc la flore consiste principalement en plantes alpines, comme le Ranunculus lyalli, le plus grand bouton-d'or du monde, des grandes marguerites, et des herbes diverses. Les espèces d'oiseaux rencontrés sont le kéa et le pipit, entre autres. On peut également y voir des tahr, des cerfs rouges, et des chamois.

## Autre
Le parc est fréquenté par les Néo-zélandais. Beaucoup y vont en randonnée ou pour skier ou chasser. Le ministère de la Conservation administre le parc.

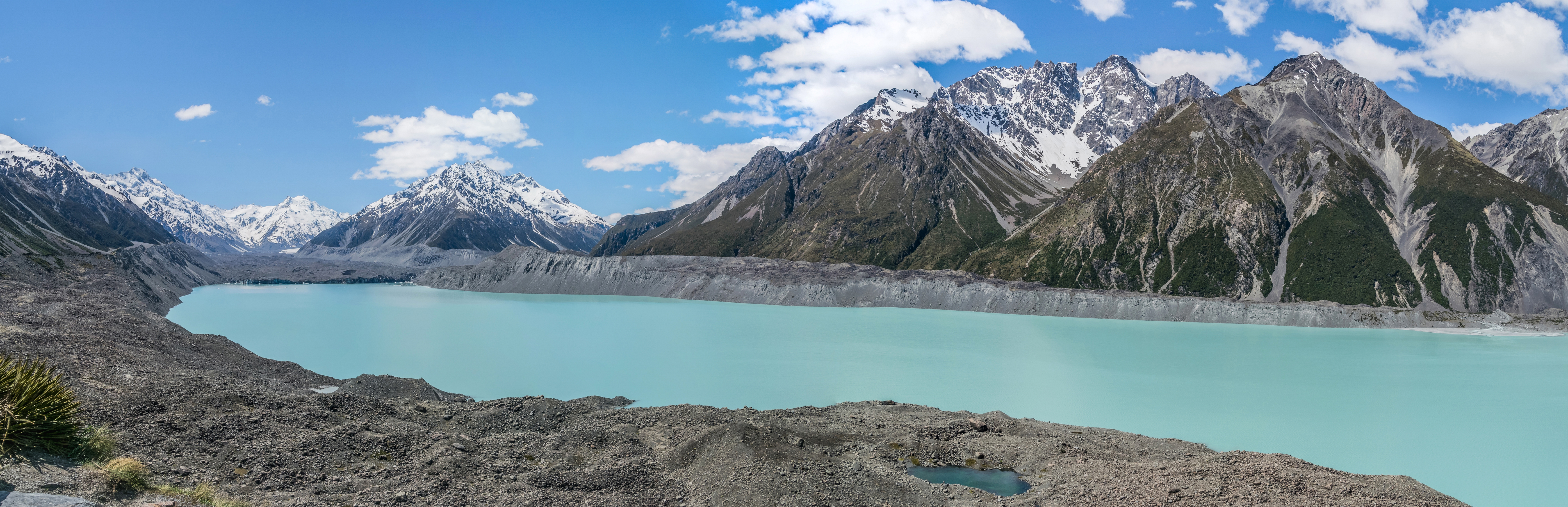
Panorama autour du lac Tasman dans le parc national Aoraki. Novembre 2017.

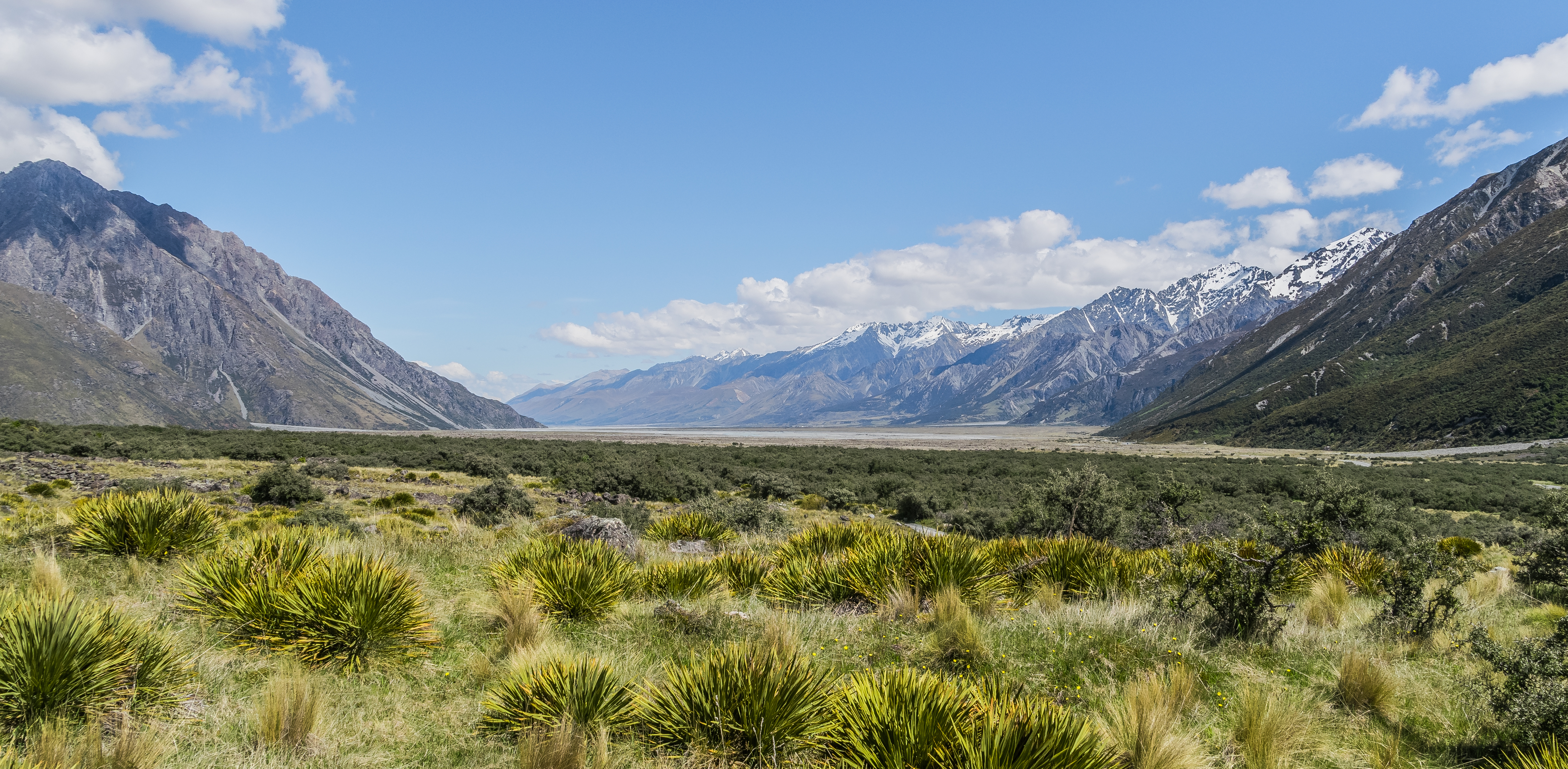
Vallée de la rivière Tasman dans le parc national Aoraki. Novembre 2017.

Paysage dans le parc national Aoraki/Mount Cook. Au centre le Sefton, puis le Aoraki/Mont Cook ; sur le champ de neige, le refuge Mueller. Janvier 2020.

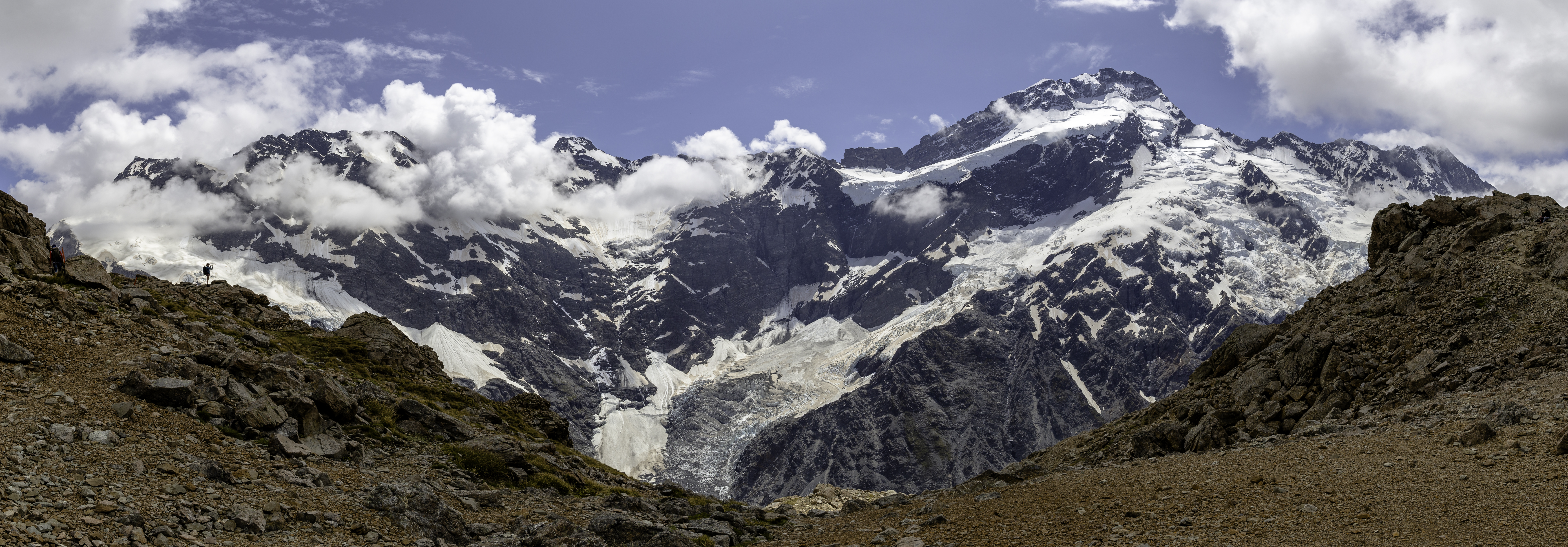
Le massif du mont Sefton dans le parc national. Janvier 2020.